# Cupania oblongifolia
Cupania oblongifolia är en kinesträdsväxtart som beskrevs av Carl Friedrich Philipp von Martius. Cupania oblongifolia ingår i släktet Cupania och familjen kinesträdsväxter. Inga underarter finns listade i Catalogue of Life.